# قانون براوه-فریدل-دونای-هارکر
قانون براوه-فریدل-دونای-هارکر (به انگلیسی: Bravais–Friedel–Donnay–Harker law) یا قانون BFDH روشی برای تعیین مورفولوژی بلورها بر پایهٔ ساختار شبکه آنهاست. این قانون توسعه‌یافتهٔ قانون تجربی براوه-فریدل توسط دونای و هارکر است. بر طبق این قانون هرچقدر فاصلهٔ صفحات بلوری بیشتر باشد، اهمیت آن دسته‌صفحه به همان میزان بیشتر است. بدین صورت می‌توان فرم‌های کریستالی را بر اساس سطوح بلوری تحلیل کرد.